# Dadiah

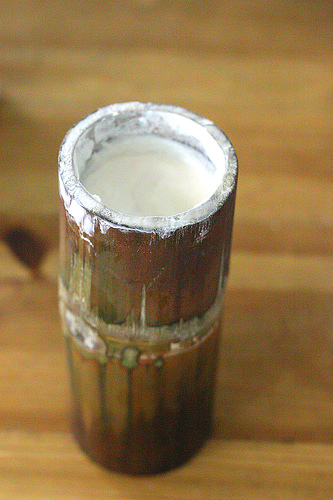
Dadiah, klaar voor consumptie

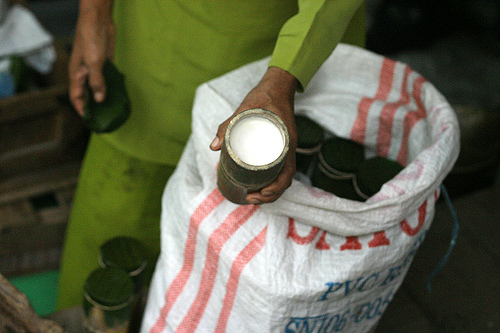

Dadiah (in het Indonesisch ook wel dadih) is een traditioneel Minangkabause yoghurt gemaakt van de melk van de waterbuffel.
De productie van dadiah is vrij eenvoudig. De melk wordt in een bamboekokertje gedaan en afgesloten met bananenblad. Vervolgens laat men het ongeveer twee dagen op kamertemperatuur staan tot het gefermenteerd is.
Dadiah wordt wel gegeten als ontbijt, samen met ampiang (een soort kroepoek van gekookte rijst) en gula merah (palmsuiker), men noemt dit ook wel ampiang dadiah. 

Soms wordt het gegeten met warme witte rijst en sambal of met witte rijst, gesneden rode uitjes, pepers en (als groente) sirihbladeren.